# Cloruro stannico
Il cloruro stannico o cloruro di stagno (IV)  o tetracloruro di stagno è un composto chimico di formula SnCl4 che in condizioni standard si presenta come un liquido incolore dall'odore pungente.

## Caratteristiche strutturali e fisiche
Si tratta del sale di stagno(IV) dell'acido cloridrico e contiene 5 atomi pesanti. La massa monoisotopica del composto è pari a 259,777613 Da, mentre la sua gravità specifica è pari a 2,26. Può causare incendi ed esplosioni. L'energia di ionizzazione è pari a 11,7 ± 0,2 eV, mentre l'affinità elettronica determinata attraverso diversi metodi è pari a: 2,5 ± 0,05 eV, 2,4 ± 0,10 eV, 2,2 ± 0,20 eV, 2,49 ± 0,15 eV e 2,91329 eV.
Sono disponibili le energie di formazione dei diversi ioni: Sn+ 22,2 ± 1,0 eV, SnCl+ 12,5 ± 1,0 eV, SnCl2+ 13,6 ± 1,0 eV e SnCl3+ 12,2 ± 0,4 eV.
I parametri dell'equazione di Antoine per il composto, tra i -22,65 e i 112,85°C, sono:
- A = 4,18162
- B = 1384,537
- C = -54.377

Se sottoposto a combustione produce fumi irritanti, corrosivi e/o tossici.

## Sintesi
Viene preparato per azione del cloro sul metallo, un tempo era chiamato liquido fumante di Libavius. Durante questo processo si forma anche cloruro stannoso da cui il tetracloruro di stagno viene separato per distillazione.

## Reattività e caratteristiche chimiche
Il composto è idrofilo e al contatto con l'umidità dell'aria emana un fumo biancastro di acido cloridrico trasformandosi in ossido di stagno finissimo e tetracloruro di stagno pentaidrato solido. Reagisce con la trementina, gli alcoli e le ammine. Attacca molti metalli, alcuni tipi di plastica, la gomma and i rivestimenti.
Il composto può partecipare alle seguenti reazioni:
- {\displaystyle {\ce {3C4H12Sn (l) + SnCl4 (l) -> 4C3H9ClSn (l)}}} [entalpia di reazione (ΔrH°) = -184 ± 28 kJ/mol]

- {\displaystyle {\ce {C4H12Sn (l) + 3SnCl4 (l) -> 4CH3Cl3Sn (l)}}} [ΔrH° = -186 ± 28 kJ/mol]

- {\displaystyle {\ce {C4H12Sn (l) + SnCl4 (l) -> 2C2H6Cl2Sn (l)}}} [ΔrH° = -97 ± 15 kJ/mol]

- {\displaystyle {\ce {C8H20Sn (l) + SnCl4 (l) -> C2H5Cl3Sn (l) + C6H15ClSn (l)}}} [ΔrH° = -94,6 ± 4,6 kJ/mol]

- {\displaystyle {\ce {Cl- + SnCl4 -> SnCl5^-}}} [ΔrH° = 235 ± 7,9 kJ/mol]

- {\displaystyle {\ce {3C8H20Sn (l) + SnCl4 (l) -> 4C6H15ClSn (l)}}} [ΔrH° = -189,5 ± 9,2 kJ/mol]

- {\displaystyle {\ce {3C8H12Sn (l) + SnCl4 (l) -> 4C6H9ClSn (l)}}} [ΔrH° = -111 ± 13 kJ/mol]

- {\displaystyle {\ce {C8H12Sn (l) + 3SnCl4 (l) -> 4C2H3Cl3Sn (l)}}} [ΔrH° = -103 ± 13 kJ/mol]

- {\displaystyle {\ce {C8H12Sn (l) + SnCl4 (l) -> 2C4H6Cl2Sn (l)}}} [ΔrH° = -92 ± 13 kJ/mol]

Del composto disponibile lo spettro analitico ottenuto con la GC-MS.

## Farmacologia e tossicologia

### Tossicologia
I limiti di esposizione al composto sono TLV 2 mg/m3 e EU-OEL 2 mg/m3. Il contatto prolungato con la pelle può causare ustioni. Il composto risulta tossico per inalazione, ingestione e contatto.

## Applicazioni
Viene utilizzato:
- come materia prima per la produzione dei composti organici dello stagno
- agente disidratante nelle sintesi organiche
- nella fabbricazione della fucsina, di coloranti, pigmenti (lacche) e delle carte sensibili
- nella lavorazione della seta
- in passato era molto usato soprattutto come mordente
- nel trattamento della lana
- come stabilizzante di profumi e saponi
- come trattamento superficiale del vetro per migliorarne le resistenze meccaniche: il vetro appena formato viene passato in una stufa dove risiedono vapori di cloruro stannico; questi a contatto con il vetro si trasformano in ossido di stagno impartendo resistenza all'abrasione e alla rottura e permettendo così la riduzione dello spessore del vetro stesso.